# KATSU-do
株式会社KATSU-do（カツドウ、英: KATSU-do Co.,Ltd.）は、東京都新宿区に本社を置く吉本興業グループの映画製作・配給・宣伝会社である。

## 沿革・概要
吉本興業が全額出資し、2014年9月24日付で設立。映画の製作・配給・宣伝を中心とした業務を行う。初代代表取締役社長には映画プロデューサーの奥山和由が就任した。
社名の「KATSU-do」は明治・大正期において映画の呼称であった「活動写真」に由来し、「活－動であり、克－道でありすなわち、勝つためのDO＝行動」の意味を持たせている。

## 作品
- この国の空（2015年8月8日）
- At Home アットホーム（2015年8月22日）
- Mr.マックスマン（2015年10月17日）
  - Bros.マックスマン（2017年1月7日）
  - N.Y.マックスマン（2018年2月17日）
- 五つ星ツーリスト THE MOVIE 〜究極の京都旅、ご案内します!!〜（2015年11月7日）
- 田沼旅館の奇跡（2015年12月5日）
- マンガ肉と僕 Kyoto Elegy（2016年2月11日）
- よしもと新喜劇映画 西遊喜（2016年2月20日）
  - よしもと新喜劇映画 商店街戦争〜SUCHICO〜（2017年3月4日）
  - よしもと新喜劇映画 女子高生探偵あいちゃん（2018年3月17日）
- ぼくが命をいただいた3日間（2016年3月5日）
- 手をつないでかえろうよ〜シャングリラの向こうで〜（2016年5月28日）
- 任侠野郎（2016年6月4日）
- だCOLOR?〜THE脱獄サバイバル（2016年7月9日）
- 火 Hee（2016年8月20日）
- fuji_jukai.mov（2016年9月30日）
- 追憶(2015)（2016年11月5日）
- ホラーの天使（2016年11月26日）
- 時代劇は死なず ちゃんばら美学考（2016年12月3日）
- A.I. Love You（2016年12月10日）
- 劇場版 新・ミナミの帝王 THE KING OF MINAMI（2017年1月14日）
- 愛MY 〜タカラモノと話せるようになった女の子の話〜（2017年1月28日）
- イイネ!イイネ!イイネ!（2017年6月24日）
- 劇場版 お前はまだグンマを知らない（2017年7月22日）
- 沖縄を変えた男（2017年8月5日）
- Guest House（2017年12月23日 ）
- カーラヌカン（2018年3月10日）
- 女々演（2018年3月24日）
- 増山超能力師事務所 激情版は恋の味（2018年3月31日）
- ありえなさ過ぎる女〜被告人よしえ〜（2018年4月7日）
- 海辺の週刊大衆（2018年4月14日）
- 文福茶釜（2018年10月20日）
- Bの戦場（2019年3月15日）